# Duns
Duns (Na Dùintean en gaélique (gd), Dunse en scots (sco)) est un burgh d'Écosse, situé dans le council area des Scottish Borders. Elle est la capitale administrative du Berwickshire (à la fois ancien comté, ancien district et région de lieutenance).
Elle est célèbre pour son château et pour sa bataille. Elle possède également un mémorial à la gloire des soldats polonais, car la 1re division blindée polonaise y était stationnée pendant la Seconde Guerre mondiale.

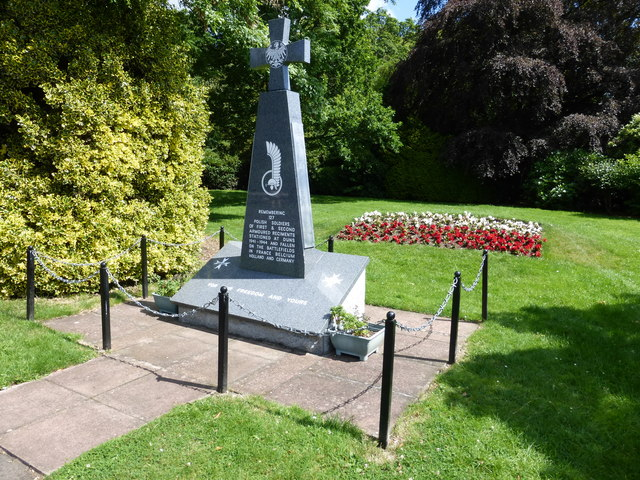
Le Polish War Memorial à Duns.

## Personnalités
- Louise Aitken-Walker (1960-), pilote automobile, y est née
- John Brown (1735-1788), médecin, y a enseigné
- Jim Clark (1936-1968), pilote automobile, y a grandi
- Andrew Cowan (1936-2019), pilote automobile, y est né
- Robert Fortune (1812-1880), botaniste, y est né
- Pat Nevin (1963-), footballeur, y vit
- Jean Duns Scot (1266-1308), théologien et philosophe, y est né
- Stella Tennant (1970-2020), mannequin britannique, habitait à proximité à Edrom.

## Jumelage
- Żagań